# Опуклий аналіз

3-вимірний опуклий многогранник. Опуклий аналіз включає не тільки вивчення опуклих підмножин евклідових просторів, але й вивчення опуклих функцій на абстрактних просторах.

Опуклий аналіз — це гілка математики, присвячена вивченню властивостей опуклих функцій і опуклих множин, часто застосовується в опуклому програмуванні, підгалузі теорії оптимізації.

## Опуклі множини
Опукла множина — це множина {\displaystyle C\subseteq X} для деякого векторного простору X, така що для будь-яких {\displaystyle x,y\in C} і {\displaystyle \lambda \in [0,1]}
{\displaystyle \lambda x+(1-\lambda )y\in C}.

## Опукла функція
Опукла функція — це будь-яка розширена дійснозначна функція {\displaystyle f:X\to \mathbb {R} \cup \{\pm \infty \}}, яка задовольняє нерівності Єнсена, тобто, для будь-яких {\displaystyle x,y\in X} і будь-якого {\displaystyle \lambda \in [0,1]}
{\displaystyle f(\lambda x+(1-\lambda )y)\leqslant \lambda f(x)+(1-\lambda )f(y)}.
Еквівалентно, опуклою функцією є будь-яка (розширена) дійснозначна функція, така що її надграфік
{\displaystyle \left\{(x,r)\in X\times \mathbf {R} :f(x)\leqslant r\right\}}
є опуклою множиною.

## Опукле спряження
Опукле спряження розширеної (не обов'язково опуклої) функції {\displaystyle f:X\to \mathbb {R} \cup \{\pm \infty \}} — це функція {\displaystyle f^{*}:X^{*}\to \mathbb {R} \cup \{\pm \infty \}}, де X* — спряжений простір простору X, така що
{\displaystyle f^{*}(x^{*})=\sup _{x\in X}\left\{\langle x^{*},x\rangle -f(x)\right\}.}

### Подвійне спряження
Подвійне спряження функції {\displaystyle f:X\to \mathbb {R} \cup \{\pm \infty \}} — це спряження спряження, що зазвичай записують як {\displaystyle f^{**}:X\to \mathbb {R} \cup \{\pm \infty \}}. Подвійне спряження корисне, коли потрібно показати, що виконується сильна або слабка двоїстість (за допомогою функції збурень).
Для будь-кого {\displaystyle x\in X} нерівність {\displaystyle f^{**}(x)\leqslant f(x)} випливає з нерівності Фенхеля. Для власної функції f = f** тоді й лише тоді, коли f опукла і напівнеперервна знизу за теоремою Фенхеля — Моро.

## Опукла мінімізація
(Пряма) задача опуклого програмування, це задача вигляду
{\displaystyle \inf _{x\in M}f(x)}
така що {\displaystyle f:X\to \mathbb {R} \cup \{\pm \infty \}} є опуклою функцією, а {\displaystyle M\subseteq X} є опуклою множиною.

### Двоїста задача
Принцип двоїстості в оптимізації стверджує, що задачу оптимізації можна розглядати з двох точок зору як пряму задачу або двоїсту задачу.
Загалом, якщо дано двоїсту пару відокремлюваних локально опуклих просторів {\displaystyle \left(X,X^{*}\right)} та функцію {\displaystyle f:X\to \mathbb {R} \cup \{+\infty \}}, можна визначити пряму задачу як знаходження такого {\displaystyle {\hat {x}}}, що {\displaystyle f({\hat {x}})=\inf _{x\in X}f(x).\,} Іншими словами, {\displaystyle f({\hat {x}})} — це інфімум (точна нижня границя) функції {\displaystyle f}.
Якщо є обмеження, їх можна вбудувати у функцію {\displaystyle f}, якщо покласти {\displaystyle {\tilde {f}}=f+I_{\mathrm {constraints} }}, де {\displaystyle I} — індикаторна функція. Нехай тепер {\displaystyle F:X\times Y\to \mathbb {R} \cup \{+\infty \}} (для іншої двоїстої пари {\displaystyle \left(Y,Y^{*}\right)}) — функція збурень, така що {\displaystyle F(x,0)={\tilde {f}}(x)}.
Двоїста задача для цієї функції збурення відносно вибраної задачі визначається як
{\displaystyle \sup _{y^{*}\in Y^{*}}-F^{*}(0,y^{*})}
де F* — опукле спряження за обома змінними функції F.
Розрив двоїстості — це різниця правої та лівої частин нерівності
{\displaystyle \sup _{y^{*}\in Y^{*}}-F^{*}(0,y^{*})\leqslant \inf _{x\in X}F(x,0),\,}
де {\displaystyle F^{*}} — опукле спряження від обох змінних, а {\displaystyle \sup } означає супремум (точна верхня границя) .
{\displaystyle \sup _{y^{*}\in Y^{*}}-F^{*}(0,y^{*})\leqslant \inf _{x\in X}F(x,0).}
Цей принцип збігається зі слабкою двоїстістю. Якщо обидві сторони рівні, кажуть, задача задовольняє умовам сильної двоїстості.
Існує багато умов для сильної двоїстості, такі як:
- F = F**, де F — функція збурень[en] для прямої та двоїстої задач, а F** — подвійне спряження функції F;
- пряма задача є задачею лінійного програмування;
- Умова Слейтера для задач опуклого програмування[8][9].

#### Двоїстість Лагранжа
Для опуклої задачі мінімізації з обмеженнями-нерівностями
{\displaystyle \min _{x}f(x)} за умов {\displaystyle g_{i}(x)\leqslant 0} для i = 1, …, m .
двоїстою задачею Лагранжа буде
{\displaystyle \sup _{u}\inf _{x}L(x,u)} за умов {\displaystyle u_{i}(x)\geqslant 0} для i = 1, …, m ,
де цільова функція{\displaystyle L(x,u)} є двоїстою функцією Лагранжа, визначеною так:
{\displaystyle L(x,u)=f(x)+\sum _{j=1}^{m}u_{j}g_{j}(x)}